# تاباكولو فضي المقدمة
تاباكولو فضي المقدمة (الاسم العلمي: Scytalopus argentifrons) (بالإنجليزية: Silvery-fronted Tapaculo)‏ هو نوع من الطيور يتبع جنس التاباكولو من فصيلة التاباكولات.